# Hasseltse speculaas

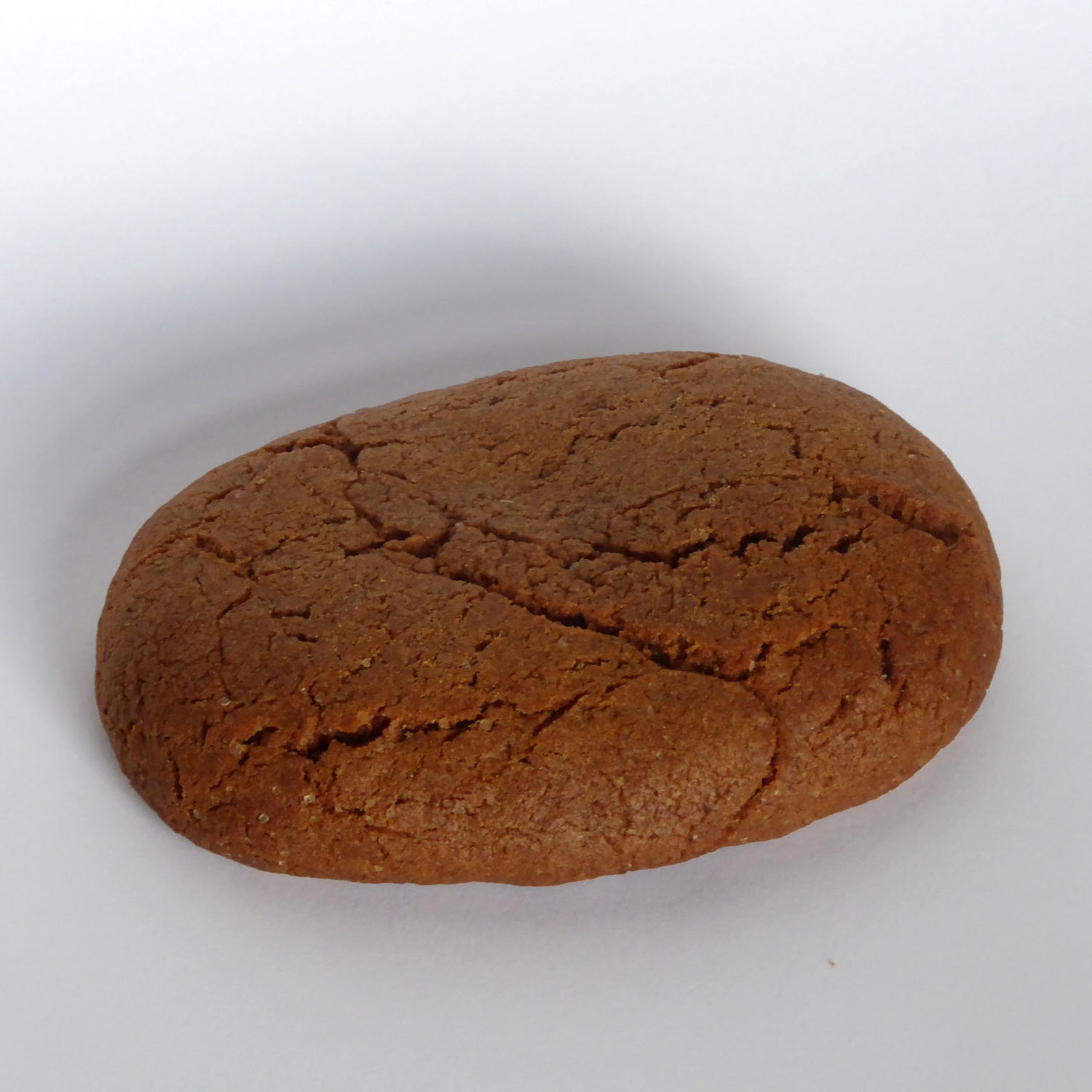

Hasseltse speculaas is een soort speculaas afkomstig uit Hasselt, België. Het verschil met gewone speculaas zit onder andere in de dikte: Hasseltse speculaas is namelijk dikker en minder krokant. Ook smaakt deze zachter en minder gekruid.
In de 14e eeuw werd er al speculaas gebakken in Hasselt, maar de oudste vermelding van Hasseltse speculaas dateert uit 1830. De speculaas werd gebakken tijdens de Tiendaagse Veldtocht vanwege de voedingswaarde voor de soldaten.
Willem Li(e)ben (1754–1822) was de bakker van de abdij van Herkenrode, gehuwd met een kamermeisje van de abdis. Hij leerde, waarschijnlijk vanuit een Waals klooster, de zogenaamde “speculation préparée à la maison” kennen en bakte die voor de abdis van Herkenrode.
Bij de bezetting door de Fransen in 1796 werd de abdij ontruimd en Willem vestigde zich met zijn zoon Christaen (1796–1877) op de hoek van de Hoogstraat en de Aldestraat in Hasselt in het pand “De Gulden Poort”. Men noemde hem “de bekker van Herkenrooi”. Christiaen zou later het recept van de speculaas op punt stellen tot “Speculation de Hasselt”. De derde generatie trad aan met de kinderloze Willem (1844–1882).
Uit de familie Deplée die tegenover de familie Libens een winkel had was Louis Dessart bakkersknecht bij Christaan. Hij begon na de dood van zijn leermeester een eigen bakkerij.
De familie Deplée gaf de speculaas een commerciële uitstraling tot in het buitenland maar kon er geen patent op nemen als "Hasseltse speculaas" omdat de speculaas al bestond.
Een andere theorie vermeldt een oorsprong in de jeneverstokerijen: bij het stookproces bleven suikers over waarvan bruine suiker werd gemaakt, een basisingrediënt voor speculaas.
Aanvankelijk werd de Hasseltse speculaas enkel rond de sinterklaasperiode gebakken, maar omdat de consumptie ervan na de Tweede Wereldoorlog sterk steeg werd het gebak uiteindelijk het hele jaar door verkocht.
Volgens de traditie wordt Hasseltse speculaas gegeten met goed gekoelde jenever.